# André Lefevere
André Alphons Lefevere, belgijski teoretik prevodoslovja, jezikoslovec in prevajalec, * 1. januar 1945, Belgija, † 28. marec 1996, Austin, ZDA. 
Pripadal je t. i. »manipulacijski šoli«, ki poudarja ideološko in družbeno pogojenost prevodov. Vanjo spadajo tudi Susan Bassnett, Jose Lambert, Theo Hermans, Gideon Toury, Laurence Venuti in drugi.

## Življenje
Rodil se je 1. januarja 1945 v Belgiji, med letoma 1964 in 1968 študiral na Univerzi v Gentu in na Univerzi v Essexu v Angliji pridobil doktorski naziv iz smeri primerjalne književnosti. 
V letih 1970–1973 je predaval evropsko literaturo na Univerzi v Hongkongu, 1973–1984 literaturo v angleščini na Univerzi v Antwerpnu, nato pa od leta 1984 predaval na teksaški univerzi v Austinu na oddelku germanskih jezikov, oddelku primerjalne književnosti in prevajalskem oddelku. Imel je številna gostujoča predavanja v Evropi, Severni in Južni Ameriki, Afriki in Aziji.
Bil je tudi aktivni literarni prevajalec – prevajal je iz francoščine, nizozemščine, latinščine, nemščine in angleščine v nizozemski ali angleški jezik. Predvsem pa se je v zgodovino zapisal zaradi svojih dognanj na področju teorije prevodoslovja.
28. marca 1996 je umrl zaradi akutne levkemije v Austinu, ZDA.

## Teorija prevodoslovja
André Lefevere se je posvetil predvsem področju knjižnega prevajanja. Izhajal je iz polisistemske šole, a se je kasneje oddaljil od nje. V 80. letih sta skupaj s Susan Bassnett oblikovala začetke nove vede prevodoslovja – t. i. kulturološko smer.
Poudarjal je, da se je pri prevajanju potrebno zavedati vpliva sistema moči in ideologij določene družbe na prevajalca in posledično tudi na njegove prevode. Hkrati pa ima tudi prevajalec preko svojega prevoda moč, da vpliva na okolje, v katerem ustvarja.
V prevodoslovje je vpeljal pojem »refraktirano besedilo« oziroma »refrakcija«. Gre za besedilo, ki je prilagojeno ideologiji ali določeni publiki. Kasneje »refrakcijo« zamenja s pojmom »pre-pis« oz. »predelava« (»rewriting«), ki se nanaša na vsako predelavo besedila znotraj jezika, iz enega v drug jezik ali med različnimi mediji (kritike, ocene, povzetki, priredbe za otroke, predelave v film …). Vsako priredbo besedila določajo omejitve, ki jih postavljajo različni nosilci moči - posamezniki, skupnosti (verske ali politične) ali inštitucije (kot so npr. založbe). Ti določena dela propagirajo, druga pa cenzurirajo ali tudi uničijo. Med takšna ideološka prilagajanja spadajo npr. izločevanje erotičnih odlomkov, vulgarizmov, verskih simbolov, političnih stališč …
Svoje študije, izdane skupaj s Susan Bassnett, je namenil širšemu krogu bralcem (in ne le teoretikom) z namenom, da se lahko tudi splošni bralec zave, kako prevajalci prilagajajo besedila in kaj v prevodih jim je prikrito.

## Dela

### Knjige
- Constructing Cultures (napisana s Susan Bassnett). London: Multilingual Matters, 1997
- Een woord in het voorbijgaan. Gent: Sint Joris, 1993
- Translating Literature: Practice and Theory in a Comparative Literature Framework. New York: MLA, 1992
- Translation, Rewriting, and the Manipulation of Literary Fame. London/New York: Routledge, 1992
- Translation: Culture/History: A Source Book. London/New York: Routledge, 1992
- Essays in Comparative Literature. Calcutta: Papyrus, 1989
- Nederlandse PoÎzie. Amsterdam: Coutinho, 1989
- Uitnodiging tot de vertaalwetenschap (napisana z Raymondom Van den Broeckom). 2. izdaja. Amsterdam: Coutinho, 1984
- Translating Literature: The German Tradition. Assen: Van Gorcum, 1977 (delno ponatisnjena v knjigi A. Leslie Willson, German Romantic Criticism. New York: Crossroad/Continuum, 1982)
- Literary Knowledge. Assen: Van Gorcum, 1977
- Translating Poetry: Seven Strategies and a Blueprint. Amsterdam: Van Gorcum, 1975 (delno ponatisnjena v knjigi Bistra Alexieva, Readings in the Special Theory of Translation. Sofia: Sofia University Press, 1987)

V slovenščino ni bilo prevedeno nobeno od omenjenih del.

### Učbeniki
- Go Dutch (napisan z Marian de Vooght) Newark, DE: Linguatext, 1995
- Treat Yourself to Dutch (napisan z Marian de Vooght). 3. izdaja. Edina, MI: Alpha Editions, 1985

### Prevodi
- Jan van Ruusbroec. The Mirror of Eternal Salvation. Turnhout: Brepols/Corpus Christianiorum, 1997
- Boeli van Leeuwen. The Sign of Jonah. New York: Permanent Press, 1996
- Maurice Gilliams. Elias, or the Struggle with the Nightingales. Los Angeles: Sun & Moon Press, 1995
- Paul Verdeyen. Ruusbroec and His Mysticism. Collegeville, MI: The Liturgical Press, 1994
- Jan van Ruusbroec. Opera Omnia, 10. Tielt: Lannoo and Turnhout: Brepols, 1991
- Wolfram von Eschenbach. Parzival. New York: Crossroads/Continuum, 1991
- Walter Benjamin/Gershom Scholem. Letters (z Garyjem Smithom). New York: Schocken, 1989
- Stijn Streuvels. The Flaxfield (s Petrom Glassgoldom). San Francisco: Sun & Moon Press, 1989
- Philippe Jaccottet. Seedtime (z Michaelom Hamburgerom). New York: New Directions, 1976
- Classical Epigrams. London: Studio Vista, 1970

Napisal je tudi 39 člankov, prevode 34 posameznih poglavij knjižnih del, 26 prevodov v časopisih in 16 knjižnih ocen.